# Armoriale di Casa Farnese
Questo articolo presenta gli stemmi adottati nel corso del tempo dalla famiglia Farnese, dalle origini e sino al 1731.
| Stemma | Data e Blasonatura |
|        | Stemma antico della Famiglia Farnese D'oro, a sei gigli d'azzurro posti tre in capo, due al centro ed uno in punta. |
|        | Famiglia Farnese (variante utilizzata alla corte di Spagna) |
|        | dal 1545 al 1586 (Duca Pier Luigi Farnese e Duca Ottavio Farnese) Partito: nel I e nel II d'oro, a tre gigli d'azzurro posti in palo; la partitura divisa da un palo di rosso, al gonfalone papale caricato delle due chiavi decussate rivolte verso l'esterno e verso l'alto, una d'oro, l'altra d'argento, legate d'azzurro. |
|        | dal 1586 al 1592 (Duca Alessandro Farnese) Inquartato: nel I e IV d'oro, a sei gigli d'azzurro posti tre in capo, due al centro ed uno in punta; nel II e III partito, di rosso, alla fascia d'argento (Austria) e bandato d'oro e d'azzurro, alla bordura di rosso (Borgogna antica); l'inquartatura divisa da un palo di rosso, al gonfalone papale caricato delle due chiavi decussate rivolte verso l'esterno e verso l'alto, una d'oro, l'altra d'argento, legate d'azzurro. |
|        | dal 1592 al 1731 (Duca Ranuccio I, Duca Odoardo, Duca Ranuccio II, Duca Francesco e Duca Antonio Farnese) Inquartato: nel I e IV d'oro, a sei gigli d'azzurro posti tre in capo, due al centro ed uno in punta; nel II e III partito, di rosso, alla fascia d'argento (Austria) e bandato d'oro e d'azzurro, alla bordura di rosso (Borgogna antica); l'inquartatura divisa da un palo di rosso, al gonfalone papale caricato delle due chiavi decussate rivolte verso l'esterno e verso l'alto, una d'oro, l'altra d'argento, legate d'azzurro. Sopra il tutto lo scudetto d'argento, con cinque scudetti d'azzurro, posti in croce, caricati di cinque bisanti d'argento marcati di un punto di nero, e alla bordura di rosso, caricata di sette castelli d'oro (Portogallo). |

## Stemma di  Alessandro Farnese (papa Paolo III)
| Stemma | Periodo     | Blasonatura |
| ------ | ----------- | --- |
|        | 1534 - 1549 | Stemma di papa Paolo III, 220º papa della Chiesa cattolica. D'oro, a sei gigli d'azzurro posti tre in capo, due al centro ed uno in punta. |